# 高接梨

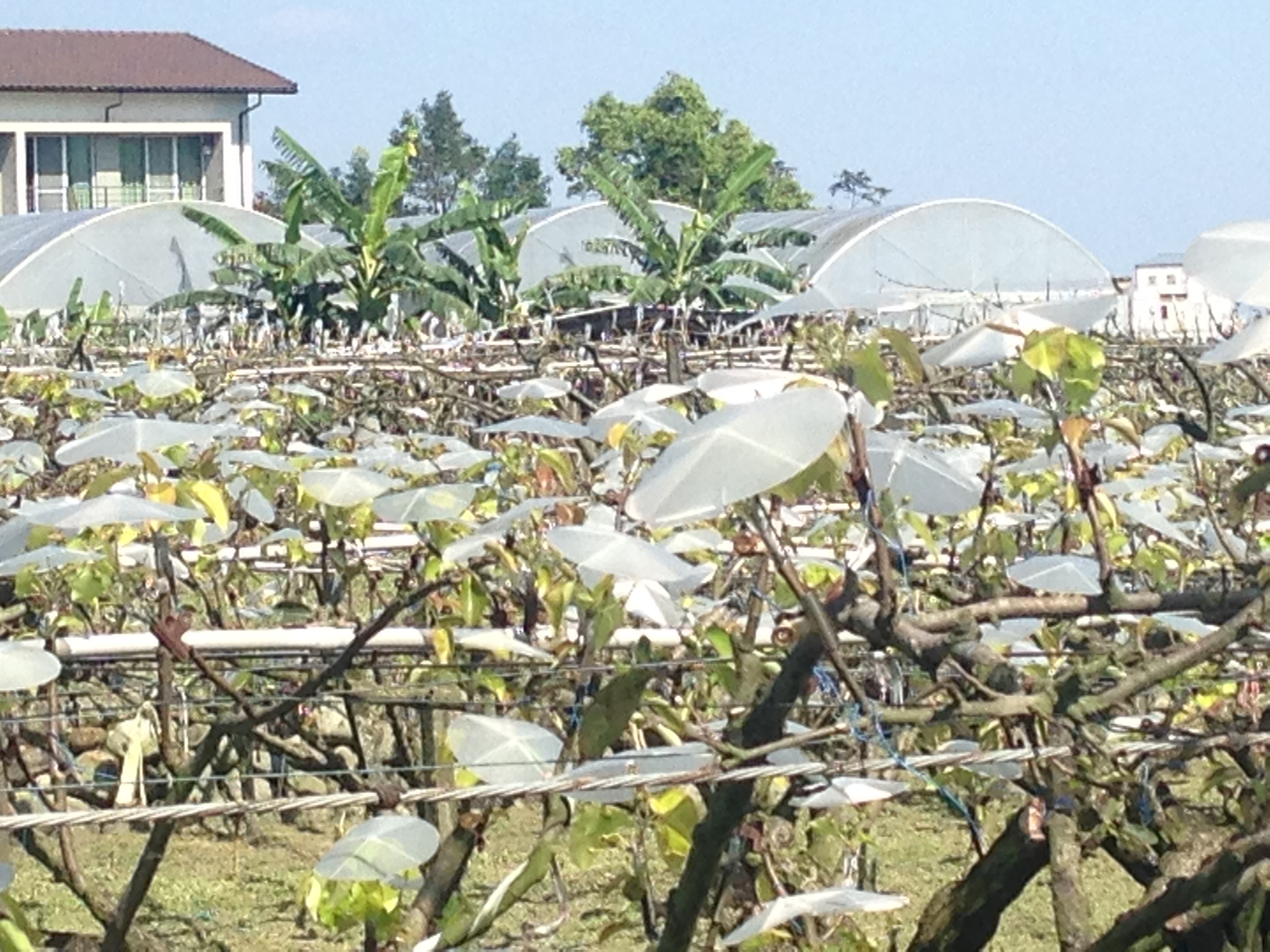
李坤養的三星上將梨果園。

高接梨是指一种移栽梨的技巧。從海拔比較高的山區把原果樹的樹枝剪斷，帶到低海拔的地區，嫁接在不同種類的梨子樹上，使后者長出和海拔高的梨子一樣種類的水果。
高接梨是由改制前台中縣東勢中嵙人：張榕生老師所帶領的產銷班，於1973年左右發明了獨步全世界的高接梨技術，使中低海拔地區也可以成功產出溫帶梨，而被大眾尊稱為高接梨之父，在1977年與當地農民成立果樹研究班，高接梨的技術就由這裡漸而推展到周遭乃至中部北部一帶的農園，使得日後農民及農村經濟由獲有極大改善；1982年獲全國十大傑出農家美譽，並於1986年獲全台模範農民榮銜。
另外宜蘭縣三星鄉人李坤養於1930年出生，因為老家的傳統農業式微，前往梨山種果樹討生活。1975年，他決定回到三星鄉老家研究如何將高經濟價值的溫帶水果——梨——栽種到平地，希望成功以後可以幫助農友改善生活。經過多年的努力，李坤養終於在1981年成功栽培出高品質的平地水梨，後來推廣成功以後命名為「三星上將梨」。李坤養一本助人的初衷，積極推廣他所研發的新品種，並且無條件的指導農民栽培的方法，農民們尊稱其為「上將梨之父」，當時的宜蘭縣長劉守成為他頒贈「開梨先河」匾額；1993年更獲得農業界最高榮譽——全國十大傑出農家「神農獎」。